# Spitzingalm
Die Spitzingalm ist eine Alm in den Bayerischen Voralpen. Sie liegt im Gemeindegebiet von Bayrischzell.
Das Almgebiet befindet sich am Sattel zwischen Spitzingscheibe und auf der Südseite des Grates, der sich vom Wendelstein nach Westen in Richtung Schweinberg zieht. 
Die Alm wird am einfachsten über einen Forstweg von Birkenstein aus erreicht.
Die Spitzingalm ist nicht bewirtet.